# گریس کلی ۹۳۴۱
سیارک ۹۳۴۱ (به انگلیسی: 9341 Gracekelly، نامگذاری:1991PH2) نه هزار و سیصد و چهل و یکمین سیارک کشف شده‌است که در ۲ اوت ۱۹۹۱ کشف شد.
قدر مطلق سیارک برابر ۱۴.۱ است.